# E.M.D.

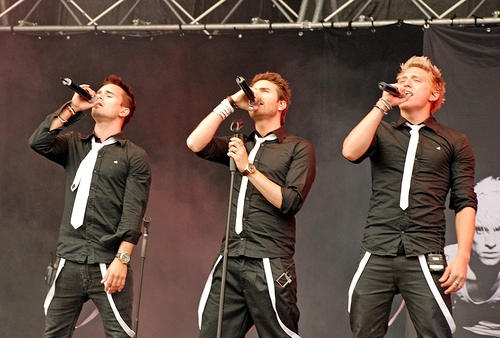
E.M.D. in 2008

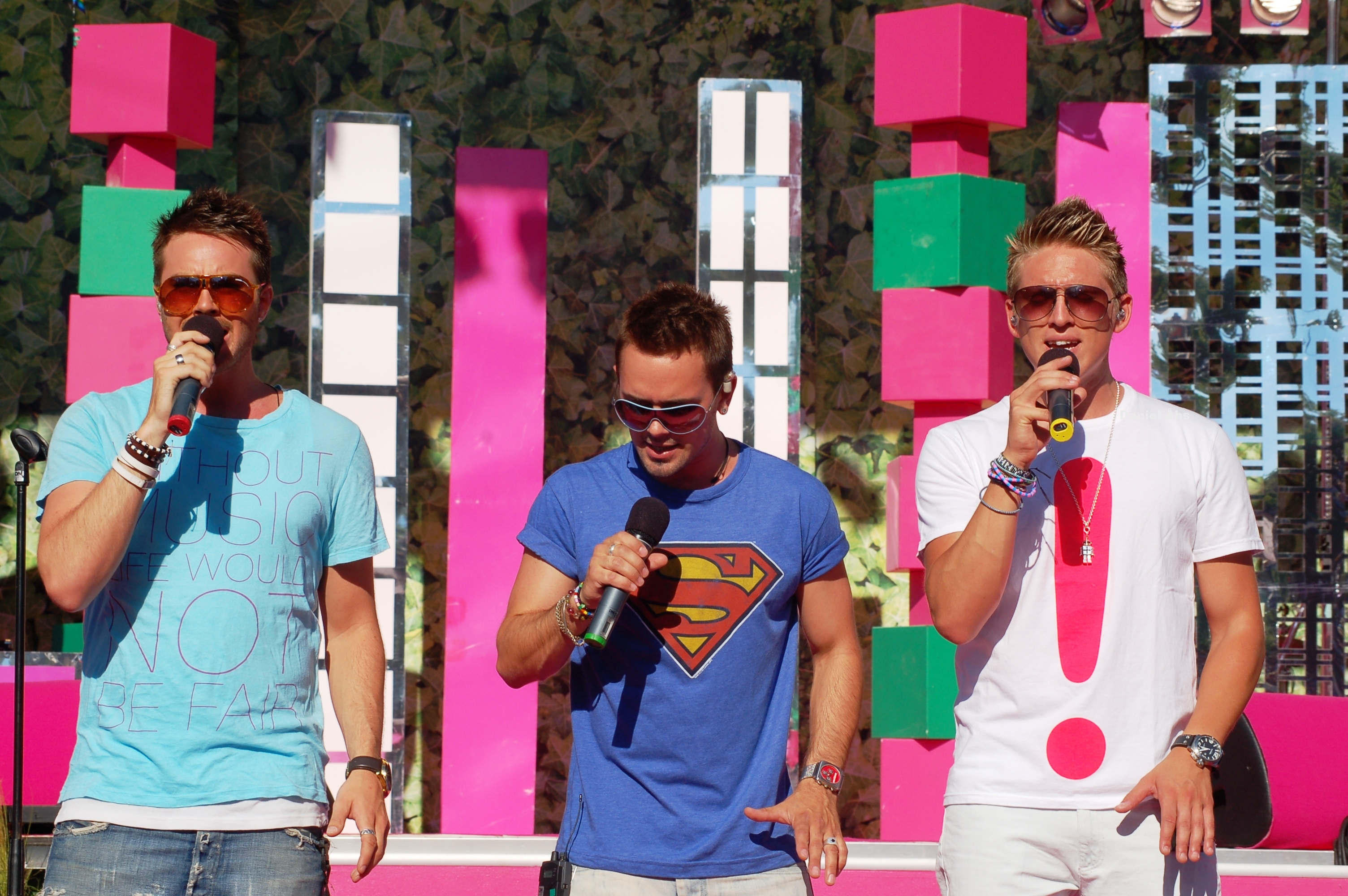
E.M.D. in 2008

E.M.D. is een Zweedse popgroep van voormalig Idol-deelnemers Erik Segerstedt (2006), Mattias Andréasson (2007) en Danny Saucedo (2006). Ze werden bekend met hun hit Jennie let me love you uit 2008.
E.M.D.'s eerste single was de cover All for Love. Deze bereikte drie keer platina met 60.000 verkochte exemplaren. E.M.D. bracht zijn eerste album op 14 mei 2008 uit. Het album heette A State of Mind. In 2009 won EMD een Zweedse Grammy. 
In het voorjaar van 2009 namen ze deel aan Melodifestivalen, de Zweedse voorronde voor het Eurovisiesongfestival, met het nummer Baby Goodbye. Ze gingen naar de finale, waar ze eindigden op de derde plaats. Hierna brachten ze een nieuwe versie van hun album uit, genaamd A state of mind Deluxe. Deze bevatte naast de Baby Goodbye ook twee nieuwe nummers: Young Blood en I'm no Romeo.
In 2010 won Andréasson het Zweedse dansprogramma Let's Dance met Cecilia Ehrling als danspartneres. In 2012 nam hij deel aan Melodifestivalen als solo-artiest met het nummer Förlåt mig. 
| jaar uitgave | titel                  |
| ------------ | ---------------------- |
| 2007         | A State of Mind        |
| 2008         | A State of Mind Deluxe |
| 2010         | Rewind                 |
| 2007         | All For Love           |
| 2008         | Jennie Let Me Love You |
| 2008         | Alone                  |
| 2009         | Baby goodbye           |
| 2009         | Youngblood             |
| 2009         | Välkommen hem          |
| 2010         | Save Tonight           |
| 2010         | What is love           |